# Rock Cup 2019-2020
La Rock Cup 2019-2020 è stata la 66ª edizione della Coppa di Gibilterra, la settima riconosciuta dalla UEFA. Il torneo è iniziato il 14 febbraio 2020 con il primo turno. La squadra vincente della coppa si qualifica per il primo turno preliminare dell'UEFA Europa League 2020-2021. L'Europa FC era la squadra campione in carica. Il torneo è stato sospeso e in seguito annullato a causa della pandemia di COVID-19.

## Primo turno
| Squadra 1        | Risultato | Squadra 2     |
| ---------------- | --------- | ------------- |
| 14 febbraio 2020 |           |               |
| Hound Dogs       | 0 – 10    | Europa Point  |
| 15 febbraio 2020 |           |               |
| Europa FC        | 12 – 0    | Glacis United |
| Lincoln Red Imps | 15 – 0    | College 1975  |
| 16 febbraio 2020 |           |               |
| Manchester 62    | 1 – 2     | Mons Calpe    |
| Lynx             | 0 – 1     | FCB Magpies   |

## Quarti di finale
| Squadra 1        | Risultato | Squadra 2       |
| ---------------- | --------- | --------------- |
| 6 marzo 2020     |           |                 |
| Mons Calpe       | 3 – 1     | Europa Point    |
| 7 marzo 2020     |           |                 |
| St Joseph's      | 1 – 0     | FCB Magpies     |
| Europa FC        | 2 – 0     | Lions Gibraltar |
| 8 marzo 2020     |           |                 |
| Lincoln Red Imps | 6 – 0     | Boca Gibraltar  |